# Junioren-Fußball-Südamerikameisterschaft 1967
Die IV. Junioren-Fußball-Südamerikameisterschaft 1967 fand vom 3. Mai 1967 bis zum 29. Mai 1967 in Paraguay statt.
Ausgetragen wurden die Begegnungen zur Ermittlung des Turniersiegers der auch als Juventud de América bezeichneten Veranstaltung in Asunción. Es nahmen am Turnier die Nationalmannschaften Argentiniens, Brasiliens, Chiles, Ecuadors, Kolumbiens, Paraguays, Perus, Uruguays und Venezuelas teil.
Gespielt wurde in zwei Gruppen à vier (Gruppe A) bzw. fünf (Gruppe B) Mannschaften und einer anschließenden, im K.O.-Verfahren ausgetragenen Finalphase mit zwei Halbfinals und einem Finale. Dabei spielten zunächst die beiden punktgleich zweitplatzierten der Gruppe A, Argentinien und Kolumbien, den vierten Halbfinalteilnehmer aus. Wegen eines 0:0-Remis in diesem Entscheidungsspiel, kam letztlich Argentinien per Losentscheid weiter. Aus der Veranstaltung ging Argentinien als Sieger hervor. Auch der Titelgewinn fußte dabei auf Losentscheid, da das Finale gegen Paraguay mit einem 2:2-Unentschieden endete. Platz zwei und den nicht ausgespielten und somit geteilten dritten Rang belegten die Nationalteams aus Paraguay, Peru und Brasilien.
Der Kader der von Juan Carlos Giménez und Mario Imbelloni trainierten Siegermannschaft bestand aus folgenden Spielern:
José Alberto Pérez (River), Roberto Jorge D’Alessandro (San Lorenzo), Jorge Eduardo Dominici (River), José Gómez (Gimnasia y Esgrima La Plata), Horacio Tocalini (Chacarita), Carlos Siciliano (Racing), Eduardo Comisso (River), Jorge Teijón (Deportivo Morón), Marcos Ricciardi (Chacarita), José Martínez (San Lorenzo), Francisco Cibeyra (River), Héctor Martínez (Racing), José Pasternak (Gimnasia y Esgrima La Plata), Antonio García (San Lorenzo), Enrique Wolff (Racing), Juan Loyola (Chacarita), Miguel Coverti (Banfield) und Carlos García Cambón (Chacarita).